# Oh Min-suk
Oh Min-suk (hangul: 오민석; ur. 22 kwietnia 1980 w Seulu), wcześniej znany pod pseudonimem Han Ki-joo – południowokoreański aktor. Zadebiutował w 2006 roku w serialu telewizyjnym Nadoya ganda.
Jest absolwentem Kyung Hee University na kierunku administracja biznesu.

## Filmografia

### Filmy
| Rok  | Tytuł                                | Rola          |
| ---- | ------------------------------------ | ------------- |
| 2006 | Yeolhyeolnam-a                       | cameo         |
| 2007 | Ilpyeondansim yangdali               | Min-sung      |
| 2009 | Hello My Love                        | Yoo Won-jae   |
| 2011 | 7 gwang-gu                           | Yoon Hyun-woo |
| 2013 | Geunyeoga buleunda                   | Kyung-ho      |
| 2014 | Hanbeondo anhaebon yeoja             | Kang Ki-tae   |
| 2015 | Yeonae-ui mat                        | cameo         |
| 2016 | Teukbyeolsusa: Sahyeongsueui pyeonji | Cha Jin-suk   |

### Telewizja
| Rok  | Tytuł                               | Rola                        | Stacja telewizyjna |
| ---- | ----------------------------------- | --------------------------- | ------------------ |
| 2006 | Nadoya ganda                        | Kwang-soo                   | SBS                |
| 2007 | Sarangdo miumdo                     | Park Seung-pyo              | SBS                |
| 2007 | Adeul chaj-a sammanli               | Kang Seung-ho               | SBS                |
| 2010 | Joseon choori hakgeuk Jung Yak-yong | Hwang-young (cameo, odc. 7) | OCN                |
| 2010 | Byul soon geom (sezon 3)            | Cha Gun-woo                 | MBC                |
| 2011 | Dugeun dugeun dalkom                | Jung Do-hyung               | KBS2               |
| 2011 | Teugsusageonjeondamban TEN          | Kim Sun-woo                 | OCN                |
| 2012 | I Do, I Do                          | Jake Han                    | MBC                |
| 2012 | Mosnan-i songpyeon                  | Oh Tae-soo                  | MBC                |
| 2013 | Nine: Ahop beon-ui sigan-yeohaeng   | Kang Seo-joon               | tvN                |
| 2014 | Gwisinboneun hyeongsa, Cheo-yong    | Kang Han-tae (odc. 10)      | OCN                |
| 2014 | Boży dar – 14 dni                   | Yoon Jae-han                | SBS                |
| 2014 | Joseon chongjabi                    | Min Young-ik                | KBS2               |
| 2014 | Niekompletne życie                  | Kang Hae-joon               | tvN                |
| 2015 | Misaengmul                          | Kang Hae-joon (odc. 1)      | tvN                |
| 2015 | Kill Me, Heal Me                    | Cha Ki-joon                 | MBC                |
| 2015 | Butakhae-yo, eomma                  | Lee Hyung-kyu               | KBS2               |
| 2016 | Yeojaui bimil                       | Yoo Kang-woo                | KBS2               |
| 2017 | Wang-eun saranghanda                | Song-in                     | MBC                |

## Nagrody i nominacje
| Rok  | Ceremonia                    | Nagroda                                                     | Wynik     |
| ---- | ---------------------------- | ----------------------------------------------------------- | --------- |
| 2007 | SBS Drama Awards             | New Star Award (Adeul chaj-a sammanli)                      | Wygrana   |
| 2015 | 4. APAN Star Awards          | Najlepiej ubrany (Butakhae-yo, eomma)                       | Wygrana   |
| 2015 | 15. MBC Entertainment Awards | Nagroda popularności (razem z Kang Ye-won) (We Got Married) | Wygrana   |
| 2015 | 29. KBS Drama Awards         | Najlepszy aktor drugoplanowy (Butakhae-yo, eomma)           | Nominacja |
| 2015 | 29. KBS Drama Awards         | Najlepsza para (razem z Son Yeo-eun) (Butakhae-yo, eomma)   | Nominacja |
| 2016 | 30. KBS Drama Awards         | Excellence Award, Actor in a Daily Drama (Yeojaui bimil)    | Wygrana   |